# Chlorotettix venosus
Chlorotettix venosus är en insektsart som beskrevs av Delong 1945. Chlorotettix venosus ingår i släktet Chlorotettix och familjen dvärgstritar. Inga underarter finns listade i Catalogue of Life.